# Communauté de communes Cap-Lauragais
La Communauté de communes Cap-Lauragais est une ancienne communauté de communes française, située dans le département de la Haute-Garonne et la région Occitanie.

## Historique
Créé le 30 décembre 2008 pour succéder au SIVOM qui regroupait quant à lui 32 communes. En mai 2010 elle prend le nom de Communauté de communes Cap Lauragais ou Cap Lauragais.
Elle fusionne le 1er janvier 2017 avec de la communauté de communes des Coteaux du Lauragais Sud et la communauté de communes Cœur Lauragais pour former la  Communauté de communes des Terres du Lauragais.

## Communes adhérentes
| Nom                               | Code Insee | Gentilé          | Superficie (km2) | Population (dernière pop. légale) | Densité (hab./km2) |
| --------------------------------- | ---------- | ---------------- | ---------------- | --------------------------------- | ------------------ |
| Villefranche-de-Lauragais (siège) | 31582      | Lauragais        | 10,35            | 4 282 (2014)                      | 414                |
| Avignonet-Lauragais               | 31037      | Avignonetains    | 40,66            | 1 443 (2014)                      | 35                 |
| Beauteville                       | 31054      | Beautevillois    | 4,49             | 174 (2014)                        | 39                 |
| Cessales                          | 31137      | Cessalois        | 3,34             | 162 (2014)                        | 49                 |
| Folcarde                          | 31185      | Folcardois       | 2,33             | 130 (2014)                        | 56                 |
| Gardouch                          | 31210      | Gardouchois      | 16,31            | 1 275 (2014)                      | 78                 |
| Lagarde                           | 31262      | Lagardais        | 11,69            | 398 (2014)                        | 34                 |
| Lux                               | 31310      | Luxois           | 7,59             | 354 (2014)                        | 47                 |
| Mauremont                         | 31328      | Mauremontais     | 5,63             | 329 (2014)                        | 58                 |
| Montclar-Lauragais                | 31368      | Clarimontais     | 3,62             | 225 (2014)                        | 62                 |
| Montesquieu-Lauragais             | 31374      | Montesquiriens   | 24,75            | 942 (2014)                        | 38                 |
| Montgaillard-Lauragais            | 31377      | Montgaillardais  | 11,12            | 702 (2014)                        | 63                 |
| Renneville                        | 31450      | Rennevillois     | 8,42             | 515 (2014)                        | 61                 |
| Rieumajou                         | 31453      | Rivomajorains    | 3,77             | 136 (2014)                        | 36                 |
| Saint-Germier                     | 31485      | Saint-Germiérois | 3,74             | 108 (2014)                        | 29                 |
| Saint-Rome                        | 31514      | Saint-Romains    | 3,63             | 53 (2014)                         | 15                 |
| Saint-Vincent                     | 31519      | Antéjaciens      | 3,07             | 184 (2014)                        | 60                 |
| Trébons-sur-la-Grasse             | 31560      | Trébonains       | 10,87            | 451 (2014)                        | 41                 |
| Vallègue                          | 31566      | Valléguois       | 4,18             | 524 (2014)                        | 125                |
| Vieillevigne                      | 31576      | Vieillevignois   | 3,14             | 306 (2014)                        | 97                 |
| Villenouvelle                     | 31589      | Villenouvellois  | 7,95             | 1 389 (2014)                      | 175                |

## Démographie
| 1999   | 2006 | 2010   | 2012   | 2013   |
| ------ | ---- | ------ | ------ | ------ |
| 10 381 | -    | 13 335 | 13 734 | 13 938 |

## Liste des Présidents successifs
| Période | Période | Identité     | Étiquette | Qualité |
| ------- | ------- | ------------ | --------- | ------- |
| 2008    | 2016    | Pierre Izard | PS        |         |

## Compétences
- développement économique
- aménagement de l'espace
- protection et mise en valeur de l'environnement
- action en faveur du développement touristique
- politiques en faveur de l'habitat
- Construction, entretien et fonctionnement d'équipement ou de service d'intérêt communautaire (à caractère économique, touristique, sportif ou autres)
- actions en matière de voirie
- autres compétences précédemment exercées par le SIVOM